# دوغلاس وليامز
دوغلاس وليامز (3 يوليو 1919 - ) (بالإنجليزية: Douglas Williams)‏ هو لاعب كريكت أسترالي.

## وصلات خارجية
- دوغلاس وليامز على موقع إي آس بي آن كريك إنفو (الإنجليزية)